# Gåtjen
Gåtjen är en sjö i Storumans kommun i Lappland och ingår i Umeälvens huvudavrinningsområde. Sjön har en area på 0,179 kvadratkilometer och ligger 654,1 meter över havet. Gåtjen ligger i Vindelfjällen Natura 2000-område. Sjön avvattnas av vattendraget Gurisbäcken.

## Delavrinningsområde
Gåtjen ingår i det delavrinningsområde (728400-151060) som SMHI kallar för Mynnar i Nedre Boksjön. Medelhöjden är 709 meter över havet och ytan är 45,48 kvadratkilometer. Räknas de 2 avrinningsområdena uppströms in blir den ackumulerade arean 71,07 kvadratkilometer. Gurisbäcken som avvattnar avrinningsområdet har biflödesordning 3, vilket innebär att vattnet flödar genom totalt 3 vattendrag innan det når havet efter 338 kilometer. Avrinningsområdet består mestadels av skog (79 procent) och kalfjäll (10 procent). Avrinningsområdet har 0,97 kvadratkilometer vattenytor vilket ger det en sjöprocent på 2,1 procent.